# Lista över ishockeyspel
Följande artikel är en lista över datorspel baserade på sporten ishockey.

## Lista
| Titel                             | Releasedatum                                      | Konsoler                                              | Utgivare                                                                                        |
| --------------------------------- | ------------------------------------------------- | ----------------------------------------------------- | ----------------------------------------------------------------------------------------------- |
| Hockey!/Soccer!                   | 1979                                              | Magnavox Odyssey2                                     | Magnavox                                                                                        |
| NHL Hockey                        | 1980                                              | Intellivision                                         | Intellivision                                                                                   |
| Ice Hockey                        | 1981                                              | Atari 2600                                            | Activision                                                                                      |
| Great Ice Hockey                  | 1986                                              | Sega Master System                                    | Sega                                                                                            |
| Hat Trick                         | 1987                                              | Atari 7800                                            | Capcom                                                                                          |
| Blades of Steel                   | December 1988                                     | Nintendo Entertainment System                         | Konami                                                                                          |
| Ice Hockey                        | 21 januari 1988                                   | Nintendo Entertainment System                         | Nintendo                                                                                        |
| Slap Shot                         | 1990                                              | Sega Master System                                    | Sega                                                                                            |
| Wayne Gretzky Hockey              | 1991                                              | Nintendo Entertainment System                         | THQ                                                                                             |
| Mario Lemieux Hockey              | 1991                                              | Sega Genesis                                          | Sega                                                                                            |
| TV Sports Hockey                  | 1991                                              | TurboGrafx-16                                         | NEC Home Electronics                                                                            |
| NHL Hockey/EA Hockey              | 1991                                              | Mega Drive                                            | Electronic Arts                                                                                 |
| NHLPA Hockey '93                  | 7 september 1992                                  | SNES Sega Genesis                                     | Electronic Arts                                                                                 |
| Hit the Ice                       | 1992                                              | SNES Mega Drive TurboGrafx-16 Game Boy                | Williams, Taito                                                                                 |
| NHL Stanley Cup                   | 1 juni 1993                                       | SNES                                                  | Sculptured Software                                                                             |
| Pro Sports Hockey                 | 1993                                              | Nintendo Entertainment System SNES                    | Jaleco Entertainment                                                                            |
| Brett Hull Hockey                 | 1993                                              | Mega Drive SNES                                       | Accolade                                                                                        |
| NHL Hockey '94                    | 1993                                              | SNES Mega Drive Sega CD DOS (som "NHL Hockey")        | Electronic Arts                                                                                 |
| Mutant League Hockey              | 1994                                              | Mega Drive                                            | Electronic Arts                                                                                 |
| ESPN National Hockey Night        | 1994                                              | SNES Sega Genesis Sega CD                             | Sony Imagesoft                                                                                  |
| Elitserien 95                     | 1994                                              | Mega Drive                                            | EA Sports                                                                                       |
| NHL 95                            | 1994                                              | SNES Sega Genesis Game Gear(som "NHL Hockey") TV-spel | Electronic Arts, TV-spelsversionen släpptes av Jakks Pacific (med tillstånd av Electronic Arts) |
| Elitserien 96                     | 1995                                              | Mega Drive                                            | EA Sports                                                                                       |
| NHL 2 on 2 Open Ice Challenge     | 1995                                              | Arkad Windows PlayStation                             | Midway Games                                                                                    |
| NHL 96                            | 1995                                              | Windows SNES Mega Drive                               | Electronic Arts                                                                                 |
| NHL FaceOff                       | 1995                                              | PlayStation                                           | 989 Studios                                                                                     |
| NHL All-Star Hockey               | 1996                                              | Sega Saturn                                           | Sega                                                                                            |
| NHL PowerPlay '96                 | 1 juli 1996                                       | Windows Sega Saturn PlayStation                       | Virgin Interactive                                                                              |
| NHL 97                            | 1996                                              | Windows PlayStation Mega Drive Sega Saturn            | Electronic Arts                                                                                 |
| NHL FaceOff '97                   | 1996                                              | PlayStation                                           | 989 Studios                                                                                     |
| Wayne Gretzky's 3D Hockey         | 1996                                              | Nintendo 64                                           | Nintendo                                                                                        |
| NHL 98                            | 1997                                              | Windows PlayStation SNES Mega Drive Sega Saturn       | Electronic Arts                                                                                 |
| Wayne Gretzky's 3D Hockey '98     | December 1997                                     | Nintendo 64 PlayStation                               | Midway                                                                                          |
| NHL FaceOff '98                   | 1997                                              | PlayStation                                           | 989 Studios                                                                                     |
| NHL PowerPlay '98                 | 12 november 1997                                  | Windows PlayStation                                   | Virgin Interactive                                                                              |
| NHL Breakaway '98                 | 1998                                              | Nintendo 64 PlayStation Sega Saturn PC                | Acclaim                                                                                         |
| NHL 99                            | 30 september 1998                                 | Windows PlayStation Nintendo 64                       | Electronic Arts                                                                                 |
| NHL FaceOff '99                   | 1998                                              | PlayStation                                           | 989 Studios                                                                                     |
| NHL Breakaway '99                 | 1998                                              | Nintendo 64                                           | Acclaim                                                                                         |
| Actua Ice Hockey 2                | April 1999                                        | Windows PlayStation                                   | Gremlin Interactive                                                                             |
| NHL Championship 2000             | 30 september 1999 3 november 1999                 | Windows PlayStation                                   | Fox Sports                                                                                      |
| NHL 2000                          | 31 augusti 1999                                   | Windows PlayStation Game Boy Color                    | Electronic Arts                                                                                 |
| NHL FaceOff 2000                  | 1999                                              | PlayStation                                           | 989 Studios                                                                                     |
| NHL 2K                            | 9 februari 2000                                   | Dreamcast                                             | Sega                                                                                            |
| NHL 2001                          | 26 september 2000                                 | Windows PlayStation 2 PlayStation                     | Electronic Arts                                                                                 |
| NHL FaceOff 2001                  | 2000                                              | PlayStation PlayStation 2                             | 989 Studios                                                                                     |
| Elitserien 2001                   | 2001                                              | Windows                                               | EA Sports                                                                                       |
| NHL FaceOff 2002                  | 2001                                              | PlayStation 2                                         | 989 Studios                                                                                     |
| NHL 2002                          | 2001                                              | Windows PlayStation 2 Xbox Game Boy Advance           | Electronic Arts                                                                                 |
| NHL Hitz 20-02                    | 2001                                              | PlayStation 2 Xbox Nintendo GameCube                  | Midway Games                                                                                    |
| NHL 2K2                           | 14 februari 2002                                  | Dreamcast                                             | 2K Games                                                                                        |
| NHL Hitz 20-03                    | 16 september 2002                                 | PlayStation 2 Xbox Nintendo GameCube Game Boy Advance | Midway Games                                                                                    |
| NHL 2003                          | 30 september 2002                                 | Windows PlayStation 2 Xbox Nintendo GameCube          | Electronic Arts                                                                                 |
| NHL 2K3                           | 19 november 2002                                  | Nintendo GameCube PlayStation 2 Xbox                  | 2K Sports                                                                                       |
| NHL FaceOff 2003                  | 2002                                              | PlayStation 2                                         | 989 Studios                                                                                     |
| ESPN NHL Hockey                   | 9 september 2003                                  | PlayStation 2 Xbox                                    | 2K Sports                                                                                       |
| NHL 2004                          | 22 september 2003                                 | Windows PlayStation 2 Xbox Nintendo GameCube          | Electronic Arts                                                                                 |
| NHL Hitz Pro                      | 25 september 2003                                 | PlayStation 2 Xbox Nintendo GameCube                  | Midway Games                                                                                    |
| NHL Rivals 2004                   | 18 november 2003                                  | Xbox                                                  | Microsoft Games                                                                                 |
| ESPN NHL 2K5                      | 30 augusti 2004                                   | PlayStation 2 Xbox                                    | 2K Games                                                                                        |
| NHL 2005                          | 14 september 2004                                 | Windows PlayStation 2 Xbox Nintendo GameCube          | Electronic Arts                                                                                 |
| NHL Eastside Hockey Manager       | 19 oktober 2004                                   | Windows                                               | Sports Interactive                                                                              |
| Gretzky NHL 2005                  | 9 november 2004                                   | PlayStation 2                                         | 989 Sports                                                                                      |
| Gretzky NHL                       | 14 mars 2005                                      | PSP                                                   | 989 Sports                                                                                      |
| NHL 06                            | 6 september 2005                                  | Windows PlayStation 2 Xbox Nintendo GameCube          | Electronic Arts                                                                                 |
| NHL 2K6                           | 6 september 2005                                  | Xbox 360 PlayStation 2 Xbox                           | 2K Games                                                                                        |
| Gretzky NHL ’06                   | 20 september 2005                                 | PlayStation 2 PSP                                     | 989 Sports                                                                                      |
| NHL: Eastside Hockey Manager 2005 | 5 oktober 2005                                    | Windows                                               | Sports Interactive                                                                              |
| NHL 5-On-5 2006                   | November 2005                                     | Mobil                                                 |                                                                                                 |
| NHL 07                            | 12 september 2006                                 | Windows PlayStation 2 PSP Xbox Xbox 360               | Electronic Arts                                                                                 |
| NHL 2K7                           | 12 september 2006 2 oktober 2006 13 november 2006 | PlayStation 2 Xbox Xbox 360 PlayStation 3             | 2K Games                                                                                        |
| NHL: Eastside Hockey Manager 2007 | 22 september 2006                                 | Windows                                               | Sports Interactive                                                                              |
| NHL 2K8                           | 11 september 2007                                 | PlayStation 2 PlayStation 3 Xbox 360                  | 2K Games                                                                                        |
| NHL 08                            | 12 september 2007                                 | Windows PlayStation 3 Xbox 360 PlayStation 2          | Electronic Arts                                                                                 |
| NHL 2K9                           | 9 september 2008                                  | PlayStation 2 PlayStation 3 Xbox 360 Wii              | 2K Sports                                                                                       |
| NHL 09                            | 11 september 2008                                 | Windows PlayStation 3 Xbox 360 PlayStation 2          | EA Sports                                                                                       |
| 3 on 3 NHL Arcade                 | 11 februari 2009                                  | Xbox 360 PlayStation 3                                | EA Sports                                                                                       |
| NHL 2K10                          | 15 september 2009                                 | PlayStation 2 PlayStation 3 Xbox 360 Wii              | 2K Sports                                                                                       |
| NHL 10                            | 15 september 2009                                 | PlayStation 3 Xbox 360                                | EA Sports                                                                                       |
| NHL 2K11                          | 24 augusti 2010                                   | Wii                                                   | 2K Sports                                                                                       |
| NHL 11                            | 7 september 2010                                  | Playstation 3 Xbox 360                                | EA Sports                                                                                       |
| NHL Slapshot                      | 7 september 2010                                  | Wii                                                   | EA Sports                                                                                       |
| NHL 12                            | 13 september 2011                                 | Playstation 3, Xbox 360                               | EA Sports                                                                                       |
| NHL 13                            | 11 september 2012                                 | Playstation 3, Xbox 360                               | EA Sports                                                                                       |
| Hockey Action                     | 9 oktober 2012                                    | Xbox 360                                              | A Name Not Yet Taken AB                                                                         |
| Franchise Hockey Manager 14       | 3 september 2013                                  | PC                                                    | OOTP Developments                                                                               |
| NHL 14                            | 10 september 2013                                 | Playstation 3, Xbox 360                               | EA Sports                                                                                       |
| GM Hockey Legacy 2013/14          | 28 januari 2014                                   | PC                                                    | Logique Eclectic, Inc.                                                                          |
| NHL 15                            | 9 september 2014                                  | Playstation 4, Xbox One, Playstation 3, Xbox 360      | EA Sports                                                                                       |
| NHL 16 EASHL Beta                 | 30 juli 2015                                      | PlayStation 4 Xbox One                                | EA Sports                                                                                       |
| NHL: Legacy Edition               | 9 september 2015                                  | PlayStation 3 Xbox 360                                | EA Sports                                                                                       |
| NHL 16                            | September 15, 2015                                | PlayStation 4 Xbox One                                | EA Sports                                                                                       |
| NHL 17                            | September 13, 2016                                | Playstation 4 Xbox One                                | EA Sports                                                                                       |
| Hockey Universe 2016              | 16 oktober 2015                                   | PC                                                    | Bionic Salmon                                                                                   |
| Hockey Universe Multiplayer       | 7 september 2016                                  | PC                                                    | Bionic Salmon                                                                                   |
| Destinée Hockey                   | 1 oktober 2016                                    | PC                                                    | Bionic Salmon                                                                                   |
| Super Blood Hockey                | 2017                                              | PC                                                    | Loren Lemcke                                                                                    |
| Bush Hockey League                | 2017                                              | PC Playstation 4 Xbox One                             | V7 Entertainment                                                                                |
| NHL 18                            | 15 september 2017                                 | Playstation 4 Xbox One                                | EA Sports                                                                                       |
| Mini Hockey Champ!                | 2 november 2017                                   | PC                                                    | 26k                                                                                             |
| NHL 19                            | 14 september 2018                                 | PlayStation 4 Xbox One                                | EA Sports                                                                                       |
| Slapshot                          | 8 mars 2019                                       | PC                                                    | Oddshot Games                                                                                   |
| NHL 20                            | 13 september 2019                                 | PlayStation 4 Xbox One                                | EA Sports                                                                                       |
| SLAPSHOT Rebound                  | 2020                                              | PC                                                    | Oddshot Games                                                                                   |
| NHL 21                            | 16 oktober 2020                                   | Playstation 4 Xbox One                                | EA Sports                                                                                       |
| Hoser Hockey                      | 1 december 2020                                   | PC                                                    | Sam                                                                                             |
| Goons: Legends & Mayhem           | 11 april 2024                                     | PC Playstation 5 Xbox Series X Xbox Series S          | Firestoke Games                                                                                 |